# リチャード・バス
リチャード・ダニエル（ディック）・バス（Richard Daniel "Dick" Bass、1929年12月21日 - 2015年7月26日）は、アメリカ合衆国の経営者・投資家・登山家である。ユタ州スノーバードにあるスキー場のオーナーでありまた50歳を過ぎて始めた登山で、全ての七大陸最高峰への登頂に初めて成功したことで知られる。ビジネスパートナーである兄のハリー（世界的なコインコレクター）とともにバス兄弟と呼ばれた。日本人では1983年のビンソン・マシフ登攀隊（クリス・ボニントンが隊長）でスキー滑降のためにチームに加わった三浦雄一郎と親交があった。
1985年にエベレストに登頂し、55歳だった彼は、当時の最高齢のエベレスト登頂者となった。彼はデイビット・ブリーシアーズおよびネパール人シェルパのAng Phurbaと共に登頂し、その年の4月にイギリス人登山家クリス・ボニントンが5年ぶりに破った最年長記録を更新した。バスの記録は1993年に当時60歳のRamon Blancoが更新した。

## 若年期
リチャード・バスは1929年12月21日にオクラホマ州タルサで生まれた。彼の父、ハリー・W・バス・シニアは、Goliad CorporationとGoliad Oil and Gas Corporationの共同設立者であった。兄にハリー・W・バス・ジュニアがいる。1932年、バスの一家はテキサスに移った。
バスはテキサス・カントリー・デイ・スクールとダラスのハイランド・パーク高校で教育を受けた。16歳でイェール大学に入学し、1950年に地質学の学位を取得して卒業した。テキサス大学大学院を修了した後、2年間アメリカ海軍に勤務し、朝鮮戦争中に空母エセックスに乗艦した。

## 業績
バスは1953年にテキサス州に戻り、家業の石油ガス事業と牧畜業の運営に加わった。彼はテキサス州中央部の牧場の所有者だった。
1960年代、バスはコロラド州ベイルのスキー場の開発に10,000ドルを投資した。彼はベイルに大きな私邸を建設し、後にジェラルド・フォード大統領の家族を冬に招待した。彼は1966年から1971年までベイル・アソシエイツ社の取締役だった 。
バスは1971年に投資家テッド・ジョンソンと共にとスノーバードスキー場をオープンした。彼は2014年5月に売却するまで株式を独占して所有していた。

## 登山
バスは、ウォルト・ディズニー・カンパニー社長になるフランク・ウェルズと共に、七大陸最高峰への登頂に挑戦することを決めた。ここでいう七大陸最高峰とは、北アメリカ大陸のデナリ、南アメリカ大陸のアコンカグア、ヨーロッパ大陸のエルブルス山、アフリカ大陸のキリマンジャロ、南極大陸のヴィンソン・マシフ、オーストラリア大陸のコジオスコ、アジア大陸のエベレストである。
エベレストを除く6座は2人で登頂に成功したが、エベレストは最初の挑戦で登頂に失敗した。その後3度の挑戦で、1985年4月30日にエベレストへの登頂に成功し、世界初の七大陸最高峰登頂者となった。また、当時の最高齢のエベレスト登頂者にもなった。なお、ウェルズはこの時も登頂に失敗し、その後何度も挑戦したが、1994年にネバダ州でのスキー旅行からの帰りにヘリコプター墜落事故で死亡した。バスとウェルズは共同で、七大陸最高峰への挑戦を記した『Seven Summits』という本を出した。
ジョン・クラカワーは著書『空へ』(Into Thin Air)で、バスのエベレスト登頂によって、山が「ポストモダン時代」に引き上げられ、商業ガイド付き遠征が大きなビジネスとなり、経験の少ない登山者がこれらの企業に大金を支払って登頂することを奨励したと主張している。

## 私生活
バスは3回結婚している。1度目の相手はリタ・クロッカーである。リタと離婚した後、マリアン・マーティンと再婚したが、これも離婚している。その後、アリス・ウォーシャムと結婚した。

## 病死
バスは2015年7月26日にテキサス州ダラスで特発性肺線維症により亡くなった。葬儀は7月31日にダラスのSt. Michael and All Angels Episcopal Churchで行われた。